# Sessiluncus hungaricus
Sessiluncus hungaricus är en spindeldjursart som beskrevs av Wolfgang Karg 1964. Sessiluncus hungaricus ingår i släktet Sessiluncus och familjen Ologamasidae. Inga underarter finns listade i Catalogue of Life.